# Stridsrop
Ett stridsrop eller härskri är ett rop eller ett mässande som utförs i strid, vanligen av personer inom samma militära enhet. Stridsropens innehåll och form varierar beroende på om syftet är att ingjuta mod i de egna leden, sänka fiendens stridsmoral, föra tankarna till en viss person eller ett visst landområde eller att kalla på hjälp från någon gudom.
Ordet slogan härstammar från det skotsk-gaäliska ordet sluagh-gairm, som kan betyda just stridsrop.

## Sverige
I slaget vid Lund och slaget vid Landskrona 1676 var stridsropet "Med Guds hjälp".
I 1781 års exercisreglemente för infanteriet är stridsropet vid anfall helt enkelt Hurra!, den kommenderande officeren säger vid anfall med bajonett:
För Fäderneslandet, gå på, hurra!
varefter hela truppen svarar med ljudliga hurra!